# Фейсал (футбольний клуб)
Футбольний клуб «Фейсал» або просто «Фейсал» (англ. Feisal Football Club) — професіональний кенійський футбольний клуб з міста Момбаса. Домашні матчі проводив на стадіоні «Апостол» (англ. Apostle Grounds).

## Історія
Футбольний клуб Фейсал був заснований в 1940 році в місті Момбаса та став одним із засновників Кенійської футбольної ліги. У 1963 році команда вперше у власній історії посіла друге місце в змаганнях національного чемпіонату. А в 1965 році стала переможцем кенійського чемпіонату, випередивши за кращею різницею забитих та пропущених м'ячів «Луо Юніон». У 1972 році покинула вищий дивізіон
У 1987 році команда повернулася до кенійської футбольної ліги після 25 років відсутності. Через три роки клуб припинив існування, після того, як фінішував на 17 місці серед 19 команд-учасниць..

## Досягнення
- Прем'єр-ліга Кенії
  -  Чемпіон (1): 1965
  -  Срібний призер (1): 1963

- Окружна ліга Момбаси
  -  Чемпіон (1): 1941[7]

## Відомі гравці
- Алі Каджо
- Пауло Лоді